# 엄마의 여행 고두심이 좋아서
《엄마의 여행 고두심이 좋아서》는 대한민국의 채널A에서 방송된 여행 전문 교양 프로그램이다.

## 기획 의도
가족들을 위해 헌신하느라 '나'를 잃어버리고 사는 우리의 엄마들. 누구보다 자유와 힐링이 필요한 엄마들의 로망을 충족시켜줄 여행 이야기다.

## 방송 일정
| 방송 채널        | 방송 기간                         | 방송 시간                  | 비고 |
| 채널A CJ헬로비전 |                                   |                            |      |
| ---------------- | --------------------------------- | -------------------------- | ---- |
| 채널A CJ헬로비전 | 2022년 3월 13일 ~ 2022년 5월 29일 | 매주 일요일 밤 7:50 ~ 9:00 |      |
| 채널A CJ헬로비전 | 2022년 7월 12일 ~ 2023년 8월 1일  | 매주 화요일 밤 8:10 ~ 9:20 |      |

## 출연진
- 고두심

## 패널&게스트
- 김창옥 (13~20회, 22~24회, 27, 29, 32, 35, 37~38회, 45~46회, 51~52회)
- 김진 (21회)
- 김정환[1] (25~26~50회)
- 선재스님, 오연수 (31회)
- 오현경 (33회)

## 에피소드 목록

### 2022년 상반기
| 회차 | 방송일   | 부제 (서브 타이틀)                   | 게스트 | 비고 |
| ---- | -------- | ------------------------------------ | ------ | ---- |
| 1회  | 3월 13일 | 디어 마이 제주                       | 김정환 |      |
| 2회  | 3월 20일 | 절친과 힐링 여행 in 대전             | 이계인 |      |
| 3회  | 3월 27일 | 꽃길만 걸어요 광양                   | 윤은혜 |      |
| 4회  | 4월 3일  | 바다 맛의 향연, 기장 3味 여행        |        |      |
| 5회  | 4월 10일 | 매혹적인 시간여행 인천의 올드&뉴     | 한고은 |      |
| 6회  | 4월 17일 | 자연과 역사에 새겨진 기억의 땅. 철원 | 박상면 |      |
| 7회  | 4월 24일 | 예술의 도시 목포 낭만여행            | 유진   |      |
| 8회  | 5월 1일  | 엄마의 봄날. 제천 여행               | 박순천 |      |
| 9회  | 5월 8일  | 아름다운 동행 경북 영주              | 김흥수 |      |
| 10회 | 5월 15일 | 남한강 물길 따라 여주 여행           | 송새벽 |      |
| 11회 | 5월 22일 | 여행의 재발견 구미 소통 여행         | 김창옥 |      |
| 12회 | 5월 29일 | 반전이 있는 여행, 경주               | 한지민 |      |

### 2022년 하반기
| 회차 | 방송일    | 부제 (서브 타이틀)                  | 비고 |
| ---- | --------- | ----------------------------------- | ---- |
| 13회 | 7월 12일  | 고두 쉼 in 제주                     |      |
| 14회 | 7월 19일  | 우리 둘의 블루스 GO! 두심 in 제주   |      |
| 15회 | 7월 26일  | 마음의 소풍 in 담양                 |      |
| 16회 | 8월 2일   | 치유를 위한 3색 여행, 고창          |      |
| 17회 | 8월 9일   | 자연이 좋아서 with 인심 좋은 임실   |      |
| 18회 | 8월 16일  | 나무처럼. 완주처럼                  |      |
| 19회 | 8월 30일  | 도심 속 힐링 산책 in 공주           |      |
| 20회 | 9월 6일   | 숨겨진 감성 놀이터. 당진            |      |
| 21회 | 9월 13일  | 물길따라 바람따라. 화천             |      |
| 22회 | 9월 20일  | 정선의 소울을 따라서                |      |
| 23회 | 9월 27일  | 무지개를 만나다 in 충주             |      |
| 24회 | 10월 4일  | 포천, 예술이야                      |      |
| 25회 | 10월 11일 | 365개 섬의 매력, 여수               |      |
| 26회 | 10월 18일 | 무병장수의 꿈, 전북 장수            |      |
| 27회 | 10월 25일 | 나의 별에게, 경북 영천              |      |
| 28회 | 11월 1일  | 함안, 언니들의 가을                 |      |
| 29회 | 11월 8일  | 제주 그리고 가을                    |      |
| 30회 | 11월 15일 | 두심, 제주에서 놀멍쉬멍             |      |
| 31회 | 11월 22일 | 가을의 인연, 양평                   |      |
| 32회 | 11월 29일 | 지키고 싶은 나의 섬 (with 신시모도) |      |
| 33회 | 12월 6일  | 절친과 추억 여행 in 순천            |      |
| 34회 | 12월 13일 | 위대한 유산을 만나다, 전북 순창     |      |
| 35회 | 12월 20일 | 시간을 달리다, with.종로구          |      |
| 36회 | 12월 27일 | 고두심의 김장 나눔 여행             |      |

### 2023년 상반기
| 회차 | 방송일   | 부제 (서브 타이틀)                  | 비고 |
| ---- | -------- | ----------------------------------- | ---- |
| 37회 | 1월 3일  | 두심의 추억이 필 무렵 in 포항       |      |
| 38회 | 1월 10일 | 겨울 미식 로드 in 영덕              |      |
| 39회 | 1월 24일 | 나를 찾아 떠나는 여행, 템플스테이   |      |
| 40회 | 1월 31일 | 오늘도 응원할게                     |      |
| 41회 | 2월 7일  | 오늘도 응원할게, 평창동             |      |
| 42회 | 2월 14일 | 엄마를 위한 특별한 휴가 in 서울     |      |
| 43회 | 2월 21일 | 우리들의 겨울 수련회                |      |
| 44회 | 2월 28일 | 그 시절 우리의 겨울방학             |      |
| 45회 | 3월 7일  | 강릉, 새바람이 불다                 |      |
| 46회 | 3월 14일 | 너는 나의 봄, 평창                  |      |
| 47회 | 3월 21일 | Dear My Mom                         |      |
| 48회 | 3월 28일 | 왕들의 섬                           |      |
| 49회 | 4월 4일  | 다시 봄, 군산                       |      |
| 50회 | 4월 11일 | 서해안의 보석, 태안 봄나들이 여행   |      |
| 51회 | 4월 18일 | 통하였나 봄                         |      |
| 52회 | 4월 25일 | 봄이 온 거제                        |      |
| 53회 | 5월 2일  | 떠나는 봄을 부여잡고~ 부여 시간여행 |      |
| 54회 | 5월 9일  | 보령에서 만난 인생 한 컷            |      |
| 55회 | 5월 16일 | 내일을 위한 오늘의 쉼표             |      |
| 56회 | 5월 23일 | 나비 따라 친구 따라~ 절친 통영      |      |
| 57회 | 5월 30일 | 낭만 가득 섬 나들이                 |      |
| 58회 | 6월 6일  | 오늘도 청춘                         |      |
| 59회 | 6월 13일 | 쇼 미 더 부산                       |      |
| 60회 | 6월 20일 | 숨은 울산 찾기                      |      |
| 61회 | 6월 27일 | 반짝 반짝 빛나는 남양주             |      |

### 2023년 하반기
| 회차 | 방송일   | 부제 (서브 타이틀)             | 게스트 | 비고 |
| ---- | -------- | ------------------------------ | ------ | ---- |
| 62회 | 7월 4일  | 오늘도 행복할 고양             | 양동근 |      |
| 63회 | 7월 11일 | 해가 지기 전에 가려 했지, 수원 | 신성우 |      |
| 64회 | 7월 18일 | 응답하라 2023, 골목 가도 대구  | 김성균 |      |
| 65회 | 7월 25일 | 오히려 좋아, 원주              | 봉태규 |      |
| 66회 | 8월 1일  | 속초, 자연을 품다              | 김남길 |      |

## 결방 및 편성 변경
2022년
- 8월 23일 : 방송 재정비 관계로 결방.